# Giovinezza (film 1921)
Giovinezza (Experience) è un film muto del 1921 diretto da George Fitzmaurice: una serie di episodi allegorici che presentano il bene e il male della società.
Tratto da Experience di George V. Hobart, un lavoro teatrale che fu messo in scena al Booth Theatre, al Casino Theatre e al Maxine Elliott's Theatre di New York tra il 27 ottobre 1914 e il 5 giugno 1915 , venne sceneggiato da Waldemar Young.
È l'ultimo film che Richard Barthelmess gira per la Famous Players.

## Produzione
Il film fu prodotto da Adolph Zukor per la Famous Players-Lasky Corporation e la Paramount.

## Distribuzione
Distribuito dalla Paramount e dalla Famous Players-Lasky Corporation, il film venne presentato in prima il 7 agosto a New York, uscendo poi nelle sale statunitensi il 23 ottobre 1921. In Italia venne distribuito nel 1925.
Attualmente il film è considerato perduto.

### Data di uscita
- USA	7 agosto 1921 (New York, première)
- USA   23 ottobre 1921
- Finlandia	14 ottobre 1923